# Кастаун (Охајо)
Кастаун (енгл. Casstown) град је у америчкој савезној држави Охајо.

## Демографија
По попису из 2010. године број становника је 267, што је 55 (-17,1%) становника мање него 2000. године.
| Група             | 2000.        | 2010.        |
| Белци             | 322 (100,0%) | 267 (100,0%) |
| Афроамериканци    | 0 (0,0%)     | 0 (0,0%)     |
| Азијати           | 0 (0,0%)     | 0 (0,0%)     |
| Хиспаноамериканци | 0 (0,0%)     | 0 (0,0%)     |
| Укупно            | 322          | 267          |